# Ederlezi
Az Ederlezi az egyik legnagyobb jelentőségű hagyományos balkáni roma ünnep. Napja május 6. A romani Ederlezi, Erdelezi, Hederlez, Herdelez a török „Hidrellez” szóból származik, mely a bektasi derviseknek volt egyik legnagyobb ünnepük. Az ortodoxok ezen a napon Szent Györgyöt ünnepelik, így ez a nap Đurđevdan, Gergovden néven is ismert. Az iszlám és keresztény tartalmak mellett, mint tavaszköszöntő-nyárváró ünnepben, több pogány szokáselem is megjelenik. A többnapos ünnepségsorozat központi gondolata az élet-halál-szerelem-újjászületés kérdésköre. A halottak tisztelete valamint az egészség megóvása és az élet továbbvitele több formában is visszatér a szertartásokban. Az Ederlezi jellegzetes eleme a bárány feláldozása és közös elfogyasztása. Az ünnepet – vallási hovatartozástól függetlenül – minden roma közösség megtartja a Balkánon, de az utóbbi évtizedekben terjedőben van a világ más részein is.

## Az ünnep gyökerei
Az Ederlezi ünnep több különböző hagyományt ötvöz magában.
Iszlám gyökerek
A bektasi dervisek ezen a napon Hizir és Iljász napját tartják, nevük összeolvadásából jött létre a török Hidrellez szó, melyet a cigány nyelv több változatban is átvett. Hizir és Iljász két halhatatlan szent, egyikük az égi, másikuk a földi utakat járja és évente csak egyszer, ezen a napon találkoznak. Az ő feladatuk az útmutatás, és az úton járók vezetése.
A legenda másik változata szerint Hizir és Iljász egy legény és egy leány, akik nagyon szerelmesek egymásba de soha sem találkozhatnak. Amikor végül is ezen a napon mégis találkoznak és beteljesülhet a szerelmük, az életükkel fizetnek érte. 
Keresztény gyökerek
A Julián-naptárban ez a nap Szent György napja. Az egyik cigány legenda szerint egyszer egy fogadalomból kifolyólag egy gyermek életét fel kellett volna áldozni. Szent György ezt amikor megtudta, adott egy bárányt a nyájából, hogy a gyermek helyett azt áldozzák fel. Ennek emlékére minden családnál bárányt vágnak ezen a napon, és a bárány vérével megjelölik a gyermekek homlokát, hogy soha se váljanak semmilyen erőszak áldozatává. Két ószövetségi motívum (Izsák története és a zsidó házak vérrel való megjelölése az egyiptomi csapás idején) is felismerhető ebben a cigány népi legendában és a kapcsolódó szokásban.
Pogány gyökerek
A különböző rontáselhárító és termékenységvarázsló szokások, a tűzzel, vízzel és növényekkel kapcsolatos rítusok alkotják az ünnep továbbélő pogány kori elemeit.

## Az ünnep tartalmi elemei
A többnapos ünnepségsorozat tartalmilag is összetett. Egyszerre van jelen az élet, egészségmegóvás, újjászületés, újrakezdés, szerelem, termékenység és a halál, elmúlás, az e világ és a túlvilág gondolatköre.

## Az ünnep hagyományos menete
Az ünnepet hosszas felkészülés előzi meg. Igyekeznek új ruhákat és ékszereket vásárolni. A kovácsoknál sor kerül a mester és az inas közti megállapodás megkötésére, megújítására. A félig vándorló életmódot folytató cigányok ekkortól kelnek a téli pihenő után ismét útra. A letelepedett cigányok a házukat kitakarítják és kifestik, ahol lehet, ott nyárra kiviszik a házból a tűzhelyet. 
Maga az ünnep 4-én este kezdődik. A közösség a szabad ég alatt, tábortűz körül gyűlik össze. A közös étkezés, italozás mellett éneklésre, zenére és táncra is sor kerül. Ahogy a hangulat adja, a vállalkozó kedvűek átugranak a tűzön. Ez az este alkalmat ad a fiatalok ismerkedésére, esetenként az eddig titokban tartott kapcsolatnak nyilvánosságra hozására, vagy lánykérésre, szöktetésre is. Ezen az éjszakán senki sem tér aludni.
Másnap hajnalban a közeli folyóhoz, patakhoz mennek az emberek. Kezdetét veszi a lekomuhaili: fűzfaágat és gyógyfüveket szednek majd rituálisan megmosakodnak vagy meg is fürdenek a patakban. A gyógynövényeket és a fűzfaágakból font koszorút is bemártják a vízbe. Ahol nincs a közelben patak vagy folyó, ott a hajnali harmatban mosdanak meg.
Ezután veszi kezdetét a nap, a Bakhrengoro dive, azaz a „bárány napja”. A család tekintélyesebb tagjai elmennek a piacra, és megveszik a bárányt. Csak fehér színű állatot szabad megvenni, és a vásárláskor nem szabad alkudni. Minél szebb és kövérebb a bárány, annál szerencsésebb és gazdagabb lesz az elkövetkezendő esztendő.
Hazatérve a piacról az otthoniak köszöntik a bárányt: Nek ovel bahtalo! – „Legyen szerencsés!”, és nyakába akasztják a fűzfakoszorút. A bárány megérkezése nagy öröm a háziak, különösen a gyerekek számára.
Ezután a házat és az udvart a reggel szedett fűzfaágakkal földíszítik. Este egy lavór vízbe tesznek a hajnalban összegyűjtött gyógynövényekből és sokszor egy húsvéti piros tojást is. A vizet egész éjszakára kint hagyják egy fa tövében. Ennek a víznek gyógyító erőt tulajdonítanak, másnap reggel mindenki ebből mosakszik meg.
A bárányt 5-én este, vagy 6-án reggel vágják le, a gyermekek homlokát megjelölik a bárány vérével. A bárányt megsütik, valamint egy csak erre a napra jellemző ételt készítenek: a belsőségeket összeaprítják, rizzsel, zöldhagymával megfőzik és a hólyagba vagy faggyúhártyába töltik. Tejjel és tojással leöntve tepsiben átsütik.
Minden ünnepi ételből páratlan számú adagot tányérokra porcióznak, és a közeli szomszédságban szétosztanak, az elhunytak emlékére. Amíg ez meg nem történik, nem nyúl senki az ételhez, különösen azok nem, akik gyászban vannak. 
Az ünnepnek ez a napja családi körben zajlik, másnaptól kezdődik a vendégeskedés. Olyankor egymáshoz átjárnak az emberek, Bahtalo Ederlezi-vel köszöntik egymást, esznek, isznak nótáznak. Az ünnep több napig tart, mindaddig amíg van a bárányból. Általában a harmadik napon kerül sor utolsóként a bárány fejének elfogyasztására. Az elfogyasztott bárány csontjait mágikus erejük miatt megőrzik és nagy becsben tartják.

## Az ünnep újabb formái
A két világháború között még a hagyományos formájában ünnepeltek a balkáni romák, de a modernizálódó élet új elemekkel gazdagította azt. Jellemző erre a fényképezkedés szokása: az ünnep meghatározott időszakában a családok az új ünneplő ruháikba öltöztek, és elmentek fényképezkedni. 
A XX. század második felétől egyre inkább szervezett rendezvények, majálisok, szabadtéri folkfesztiválok, roma bálok jelentik az ünnep központi eseményét.
A romák nemzetközi migrációjával összefüggésben ez a balkáni ünnep mára világszerte ismert és népszerű lett, ma már lényegesen szélesebb körben is megünneplik.
Az ünneppel összefonódik egy népszerű dal, mely először a Cigányok ideje című filmben tett szert nagy népszerűségre, 1987-ben. Később Rúzsa Magdi, a Barcelona Gipsy Klezmer Orchestra, Boban Marković zenekara, és még jó sokan előadták.

## Roma tematikájú összefoglaló szócikkek
- Cigány népcsoportok
- Cigány nyelv
- Romák
- Roma nemzeti jelképek
- Roma ünnepek